# لويس جوكس
لويس جوكس، وُلد في 16 سبتمبر 1901 في بور لا رين وتوفي في 6 أبريل 1991 في باريس، كان سياسيًا فرنسيًا.
كان من المقاومين خلال الحرب العالمية الثانية، وبعد ذلك أصبح لديه مسيرة دبلوماسية، وشغل منصب وزير لمدة تقارب عشر سنوات أثناء رئاسة شارل ديغول. عندما شغل منصب وزير الدولة للشؤون الجزائرية، كان هو الوسيط الرئيسي لفرنسا في مفاوضات اتفاقية إيفيان، التي أدت إلى استقلال الجزائر في عام 1962.
شغل منصب نائب في الاتحاد من أجل الجمهورية عن دائرة الرون من عام 1967 إلى عام 1977، وبعد ذلك أصبح عضوًا في المجلس الدستوري حتى عام 1989.

## الحياة العائلية
لويس جوكس هو ابن أوغست جوكس، الذي كان أستاذًا متخصصًا في العلوم الطبيعية. تزوج في 9 نوفمبر 1926 في سوسي-أون-بري، من فرانسواز-إلين هاليفي، ابنة دانيال هاليفي، وكانت تنتمي إلى الديانة البروتستانتية.
هو والد السوسيولوجي والباحث في الجغرافيا السياسية الان جوكس (مولود في 1931) والسياسي بيير جوكس (مولود في 1934).

## المسار المهني
حاز لويس جوكس على درجة أستاذ في التاريخ والجغرافيا في عام 1925.
لم يعمل كثيرا مجال التعليم، حيث درّس في ميتز من عام 1925 إلى 1927، ثم أصبح صحفيًا في مجلة السياسة الفرنسية والدولية "لأوروبا الجديدة". في عام 1932، انضم إلى مكتب بيير كوت، الذي كان وزير دولة للشؤون الخارجية، ثم ابتداءً من يناير 1933 وزيرًا للطيران. كان عضوًا في الوفد الرسمي الذي رافق كوت إلى الاتحاد السوفيتي من 12 إلى 22 سبتمبر 1933.
في عام 1935، كان مفتشًا للخدمات الخارجية في وكالة هافاس (وهي بداية وكالة فرانس برس). في نفس العام، أسس مركز الدراسات السياسية الخارجية، وأصبح الأمين العام المشارك له بالتعاون مع إتيان دينيري حتى عام 1940. تحول هذا الهيكل الجامعي في وقت لاحق إلى قاعدة لإنشاء المعهد الفرنسي للعلاقات الدولية.
كان ملازمًا احتياطيًا في سلاح الجو، وتم تجنيده في عام 1939 ونُقل في نوفمبر إلى المفوضية العامة للإعلام بقيادة جان جيرو دو. بعد التهدئة وأثناء إقامة نظام فيشي، أُقيل في يوليو 1940 من وكالة هافاس بسبب آرائه الجمهورية المعارضة للنظام البيتاني. تقدم بطلب لإعادة توظيفه في التعليم الوطني وبفضل المفتش جول إسحاق، الذي كان لا يزال في العمل، حصل على وظيفة في الجزائر، حيث عمل في مدرسة بوغو في الجزائر. ابتداءً من خريف عام 1943، قدم محاضرة في العلاقات الدولية في مركز الدراسات السياسية والإدارية (CEPA) المرتبط بجامعة الجزائر. عينه شارل ديغول في 9 أكتوبر 1943 أمينًا عامًا للجنة التحرير الوطنية الفرنسية، ثم أمينًا عامًا للحكومة الجمهورية المؤقتة الفرنسية (1946).
استأنف مسيرته الدبلوماسية في وزارة الشؤون الخارجية كمدير عام للعلاقات الثقافية. في يوليو 1949، عُيّن عضوًا في المجلس الأعلى للإذاعة الفرنسية، بديلاً عن أرمان سالاكرو، الذي استقال. في عام 1951، كان عضوًا في الوفد الفرنسي في المؤتمر العام لليونسكو. أصبح سفيرًا (في موسكو عام 1952، في بون عام 1955)، ثم أمينًا عامًا للخارجية (في عام 1956). تم ترقيته إلى سفير فرنسا في عام 1959.
ثم شغل منصب وزير بلا انقطاع من يوليو 1959 حتى مايو 1968 في حكومات ميشال ديبري وجورج بومبيدو. كان وزير دولة لدى رئيس الوزراء مسؤولاً عن الوظيفة العامة من 24 يوليو 1959 إلى 15 يناير 1960، وكان مسؤولاً عن وزارة التربية الوطنية من 15 يناير إلى 22 نوفمبر 1960، ومن ثم وزارة الشؤون الجزائرية من 22 نوفمبر 1960 إلى 28 نوفمبر 1962.
خلال الوقت الذي تم فيه تنفيذ محاولة الانقلاب من قبل الجنرالات في الجزائر، كانت بين التدابير التي اتخذتها الحكومة القانونية في باريس للحيلولة دونها، المرسوم رقم 61-395 بتاريخ 22 أبريل 1961 الذي أعلن حالة الطوارئ والمرسوم المكمل رقم 61-398 بنفس التاريخ الذي منح لويس جوكس: "وكالة لاتخاذ جميع القرارات المطلوبة من قبل الحكومة في الجزائر نيابة عنها تماشياً مع الظروف". قاد جوكس المفاوضات مع جبهة التحرير الوطني، التي أدت إلى استقلال الجزائر في 3 يوليو 1962. عُيّن مرة أخرى وزيرًا للتربية الوطنية، بشكل مؤقت، من 15 أكتوبر إلى 28 نوفمبر 1962 بعد استقالة بيير سودرو، وزير الإصلاح الإداري من 28 نوفمبر 1962 إلى 1 أبريل 1967، ووزير العدل من 6 أبريل 1967 إلى 31 مايو 1968.
كان عضو في الجمعية الوطنية للاتحاد من أجل الجمهورية عن منطقة الرون من عام 1967 إلى 1977. عينه رئيس الجمعية الوطنية إدغار فور في 22 أكتوبر 1977، عضوًا في المجلس الدستوري ليحل محل هنري ري الذي توفي، وبعد ذلك أكد جاك شابان دلماس في 12 فبراير 1980 على هذا المنصب لولاية كاملة انتهت في فبراير 1989. في 16 يونيو 1980، انتخب عضوًا في الأكاديمية الوطنية للعلوم الأخلاقية والسياسية، في المقعد 8 من القسم العام، خلفًا لألكسندر بارودي.
توفي في 6 أبريل 1991. أقيمت مراسم الجنازة في كنيسة سان جيرمان لو أوكسوا في باريس، دفن في مقبرة جوي أون جوساس.

## إدارة عودة الحركيين إلى الوطن الأم (الجزائر)
كان وزير الدولة للشؤون الجزائرية خلال الأشهر اللاحقة للاستقلال، أنتقدت إدارته الصارمة لعملية عودة الحركيين إلى الوطن الأم بشدة بعد وفاته من قبل بعض المؤرخين. وهو صاحب التوجيه الوزاري المعروف بتاريخ 15 يوليو 1962 الذي ينص: 
أرجو منكم أن ترجعوا، تدريجياً، إلى الوثائق التي تصلني بخصوص المساعدين. يرجى البحث، سواء في الجيش أو في الإدارة، عن الذين يروجون لهذه العمليات من العودة واتخاذ العقوبات المناسبة. سيتم إعادة المساعدين الذين ينزلون في الوطن الأم، خارج الخطة العامة، إلى الجزائر، حيث يجب عليهم الانضمام، قبل أن يتم البت في وجهتهم النهائية، إلى الشخصيات المجتمعة بالفعل وفقًا لتوجيهات 7 و 11 أبريل. ليس غريباً عليّ أن يمكن تفسير هذا الإعادة من قبل دعاة الفتنة على أنها رفض لضمان مستقبل الأشخاص الذين ظلوا مخلصين لنا. لذا يجب تجنب نشر أي إعلان عن هذا التدبير.
تسبب هذا القرار في ترك الحركيين في مجتمع معاد إلى حد كبير، وفي يد السلطة الجزائرية الجديدة التي أتهمت بأنها لم تلتزم بوعود العفو واحترام حقوق الإنسان المنصوص عليها في اتفاقات إيفيان.

ختم المؤرخ بيير فيدال-ناكيه هذا القول في جريدة "لو موند" بشأن هذا الموضوع:
ليس الأمر محض صدفة أن الحركيون الذين لجأوا إلى فرنسا قليلون جدًا، أُصدرت أوامر لتجنب تدفقهم بشكل كبير....
نُظر إلى تخلي السلطات الفرنسية عن الحركيين وتوجيهات عدم تنفيذ عمليات إجلاء جماعية للمساعدين من قبل موريس أليه على أنه "واحدة من أعظم اللؤم، وواحدة من أعظم العارات في تاريخ فرنسا". بالمثل، كتبت دومينيك شنابر، ابنة الفيلسوف الفرنسي ريمون آرون، "إن موضوع الحركيين هو واحدة من الصفحات المخزية في تاريخ فرنسا، تمامًا مثل تطبيق نظام اليهود أو حملة فال ديف".